# باثية
بَاثِيَة أو أَمَارِنْثُوس (باليونانية: Βάθεια أو Αμάρυνθος) هي مدينة بجزيرة وابية باليونان. بلغ عدد سكانها 4141 نسمة عام 2001.